# Villa Santa Maria
Villa Santa Maria – miejscowość i gmina we Włoszech, w regionie Abruzja, w prowincji Chieti.
Według danych na rok 2004 gminę zamieszkuje 1479 osób, 92,4 os./km².